# Lirimiris inopinata
Lirimiris inopinata är en fjärilsart som beskrevs av Max Wilhelm Karl Draudt 1932. Lirimiris inopinata ingår i släktet Lirimiris och familjen tandspinnare. Inga underarter finns listade i Catalogue of Life.